# Calendario Pirelli
El calendario Pirelli es una publicación anual que tiene su origen en 1964. Es un calendario publicitario de la sección británica de Pirelli, caracterizado por la sensualidad de sus imágenes, comúnmente de mujeres atractivas (actrices y modelos) en actitudes sugerentes.
El calendario es famoso por su escasa disponibilidad, debido a que no se vende, y sólo se da como regalo de empresa a clientes importantes de Pirelli y VIPs. Posiblemente sea el único calendario con prestigio internacional de los que presentan imágenes exclusivamente femeninas, con fotos generalmente consideradas como fotografía glamourosa y desnudos artísticos.
Su publicación cesó de 1974 a 1984, como respuesta economizadora a la recesión mundial debida a la Crisis del petróleo. Desde entonces ha sido publicado regularmente.
La aparición en el calendario se ha convertido en una marca de distinción para aquellas modelos fotográficas que son elegidas, al igual que para los fotógrafos que realizan el trabajo. Con el paso de los años, las modelos que han aparecido incluyen a: Sienna Miller, Naomi Campbell, Gisele Bündchen, Valeria Mazza, Kate Moss, Cindy Crawford, Selma Blair, Lauren Bush, Laetitia Casta, Rachel Leigh Cook, Milla Jovovich, Heidi Klum, Sofia Loren, Penélope Cruz, Brittany Murphy, Amy Smart, Julia Stiles, Karolina Kurkova, Adriana Lima, Bridget Moynahan, Shannyn Sossamon, Mena Suvari, Monet Mazur, Aurelie Claudel, Fernanda Tavares, Frankie Rayder, Angela Lindvall, Hilary Swank, Yamila Diaz-Rahi, Anja Rubik y Natasha Poly
El calendario de 2011, debido al diseñador y fotógrafo Karl Lagerfeld, se inspiró en la mitología antigua e incluyó modelos varones.

## Fotógrafos y lugares
| Año                     | Fotógrafo                                                             | Locación                                                | Modelos |
| ----------------------- | --------------------------------------------------------------------- | ------------------------------------------------------- | --- |
| 1964                    | Robert Freeman                                                        | Mallorca, España                                        | |
| 1965                    | Brian Duffy                                                           | Sur de Francia                                          | |
| 1966                    | Peter Knapp                                                           | Alhucemas, Marruecos                                    | |
| 1967                    | no hubo calendario                                                    | no hubo calendario                                      | no hubo calendario |
| 1968                    | Harry Peccinotti                                                      | Túnez                                                   | |
| 1969                    | Harry Peccinotti                                                      | Big Sur, California                                     | |
| 1970                    | Francis Giacobetti                                                    | Isla Paradise, Bahamas                                  | |
| 1971                    | Francis Giacobetti                                                    | Jamaica                                                 | |
| 1972                    | Sarah Moon                                                            | Villa Les Tilleuls, París                               | |
| 1973                    | Brian Duffy                                                           | Londres, Inglaterra                                     | |
| 1974                    | Hans Feurer                                                           | Seychelles                                              | |
| 1975 -1983              | no hubo calendarios                                                   | no hubo calendarios                                     | no hubo calendarios |
| 1984                    | Uwe Ommer                                                             | Bahamas                                                 | Angie Layne, Suzie-Ann Watkins, Jane Wood, Julie Martin |
| 1985                    | Norman Parkinson                                                      | Edimburgo, Escocia                                      | Iman Abdulmajid |
| 1986                    | Bert Stern                                                            | Montes Cotswolds, Inglaterra                            | |
| 1987                    | Terence Donovan                                                       | Bath, Inglaterra                                        | Ione Brown, Naomi Campbell, Collette Brown, Gillian De Turville, Waris Dirie |
| 1988                    | Barry Lategan (dirigido por Gillian Lynne) Producción por Gerry Judah | Londres, Inglaterra                                     | |
| 1989                    | Joyce Tennyson                                                        | The Polaroid Studios, Nueva York                        | Akure Wall |
| 1990                    | Arthur Elgort                                                         | Sevilla, España                                         | |
| 1991                    | Clive Arrowsmith                                                      | Francia                                                 | Lynne Koester, Rachel Boss, Susie Bick |
| 1992                    | Clive Arrowsmith                                                      | Almería, España                                         | |
| 1993                    | John Claridge                                                         | Seychelles                                              | Christina Estrada, Barbara Moors |
| 1994                    | Herb Ritts                                                            | Isla Paradise, Bahamas                                  | Helena Christensen, Cindy Crawford, Karen Alexander, Kate Moss |
| 1995                    | Richard Avedon                                                        | Nueva York, Estados Unidos                              | Christy Turlington, Naomi Campbell, Farrah Summerford, Nadja Auermann |
| 1996                    | Peter Lindbergh                                                       | El Mirage, California, Estados Unidos                   | Carré Otis, Kristen McMenamy, Eva Herzigova, Navia Nguyen, Nastassja Kinski, Tatjana Patitz |
| 1997                    | Richard Avedon                                                        | Nueva York, Estados Unidos                              | Honor Fraser, Ling Tang, Monica Bellucci, Sophie Patitz, Cordula Reyer, Inés Sastre, Waris Dirie, Anna Klevhag, Gisele Zelaui, Irina Pantaeva, Kristina Semenovskaia, Tatiana Zavialova, Marie Sophie Wilson, Jenny Shimizu, Brandi Quiñones, Nikki Uberti, Julia Ortiz, Annie Morton                                                       |
| 1998                    | Bruce Weber                                                           | Miami, Estados Unidos                                   | Tanga Moreau, Stella Tennant, Milla Jovovich, Carolyn Murphy, Eva Herzigova, Patricia Arquette, Shalom Harlow, Kirsty Hume, Elaine Irwin Mellencamp, Kiara Kabukuru, Georgina Grenville, Rachel Roberts, Daryl Hannah |
| 1999                    | Herb Ritts                                                            | Los Ángeles, Estados Unidos                             | Chandra North, Sophie Dahl, Karen Elson, Michele Hicks, Carolyn Murphy, Shirley Mallmann, Laetitia Casta, Audrey Marnay, Elsa Benítez, Bridget Hall, Angela Lindvall, Alek Wek |
| 2000                    | Annie Leibovitz                                                       | Rhinebeck, Nueva York                                   | Laetitia Casta |
| 2001                    | Mario Testino                                                         | Nápoles, Italia                                         | Aurélie Claudel, Rhea Durham, Gisele Bündchen, Karen Elson, Mariana Weickert, Fernanda Tavares, Angela Lindvall, Ana Claudia Michels, Liisa Winkler, Noémie Lenoir, Frankie Rayder, Carmen Kass |
| 2002                    | Peter Lindbergh                                                       | Hollywood, Estados Unidos                               | Amy Smart, Brittany Murphy, Julia Stiles, Rachael Leigh Cook, Erika Christensen, Selma Blair, Lauren Bush, James King, Bridget Moynahan |
| 2003                    | Bruce Weber                                                           | Campania, Italia                                        | Sienna Miller, Eva Riccobono, Heidi Klum, Mariacarla Boscono, Isabeli Fontana, Valentina Stilla, Filippa Hamilton, Alessandra Ambrosio, Jessica Miller, Natalia Vodianova, Karolina Kurkova, Sophie Dahl, Bridget Hall, Lisa Seiffert, Yamila Díaz, Natalia Vodianova                                                                       |
| 2004                    | Nick Knight                                                           | Londres, Inglaterra                                     | Adina Fohlin, Natalia Vodianova, Dewi Driegen, Mariacarla Boscono, Jessica Miller, Esther de Jong, Ai Tominaga, Amanda Moore, Alek Wek, Frankie Rayder, Karolina Kurkova, Liberty Ross, Pollyanna McIntosh |
| 2005                    | Patrick Demarchelier                                                  | Río de Janeiro, Brasil                                  | Filippa Hamilton, Julia Stegner, Eugenia Volodina, Naomi Campbell, Isabeli Fontana, Michelle Buswell, Adriana Lima, Erin Wasson, Diana Dondoe, Liliane Ferrarezi, Marija Vujovic, Valentina Zelyaeva |
| 2006                    | Mert Alas y Marcus Piggot                                             | Riviera Francesa                                        | Jennifer Lopez, Kate Moss, Gisele Bündchen, Natalia Vodianova, Karen Elson, Guinevere Van Seenus |
| 2007                    | Inez van Lamsweerde y Vinoodh Matadin                                 | set de estudio fotográfico                              | Penélope Cruz, Sophia Loren, Lou Doillon, Hilary Swank, Naomi Watts |
| 2008                    | Patrick Demarchelier                                                  | Shanghái, China                                         | Agyness Deyn, Lily Donaldson, Doutzen Kroes, Catherine McNeil, Gemma Ward, Sasha Pivovarova, Coco Rocha, Caroline Trentini, Mo Wandan, Du Juan, Maggie Cheung |
| 2009                    | Peter Beard                                                           | Okavango Delta, Botsuana                                | Mariacarla Boscono, Daria Werbowy, Malgosia Bela, Randal Moore, Lara Stone, Emanuela de Paula, Isabeli Fontana |
| 2010                    | Terry Richardson                                                      | Trancoso, Bahia, Brasil                                 | Catherine McNeil, Enikő Mihalik, Ana Beatriz Barros, Miranda Kerr, Rosie Huntington-Whiteley, Abbey Lee Kershaw, Daisy Lowe, Gracie Carvalho, Lily Cole, Marloes Horst, Georgina Stojiljković |
| 2011                    | Karl Lagerfeld                                                        | París, Francia (set de estudio fotográfico)             | Isabeli Fontana, Heidi Mount, Bianca Balti, Lara Stone, Natasha Poly, Iris Strubegger, Elisa Sednaoui, Magdalena Frackowiak, Julianne Moore, Freja Beha Erichsen, Daria Werbowy, Erin Wasson, Baptiste Giabiconi, Brad Kroenig, Abbey Lee Kershaw, Lakshmi Menon, Garrett Neff, Jake Davies, Jeneil Williams, Anja Rubik, Sébastien Jondeau |
| 2012                    | Mario Sorrenti                                                        | Domaine de Murtoli, Sartène, Córcega, Francia           | Lara Stone, Kate Moss, Guinevere Van Seenus, Edita Vilkevičiūtė, Rinko Kikuchi, Saskia de Brauw, Milla Jovovich, Joan Smalls, Natasha Poly, Isabeli Fontana, Malgosia Bela, Margareth Madè |
| 2013                    | Steve McCurry                                                         | Río de Janeiro, Brasil                                  | Isabeli Fontana, Petra Nemcova, Sonia Braga, Hanaa Ben Abdesslem, Liya Kebede, Adriana Lima, Summer Rayne Oakes, Kyleigh Kuhn, Marisa Monte, Karlie Kloss, Elisa Sednaoui |
| 2014 (50.º aniversario) | Peter Lindbergh y Patrick Demarchelier                                | Nueva York, Estados Unidos (set de estudio fotográfico) | Miranda Kerr, Alessandra Ambrosio, Helena Christensen, Isabeli Fontana, Karolina Kurkova, Alek Wek |
| 2014                    | Helmut Newton                                                         | Montecarlo y Chianti, Italia (archivo inédito, 1986)    | |